# G.D.希尔勒公司

G.D. 希尔勒公司是輝瑞公司的全资子公司。它目前是辉瑞公司的商标公司和子公司，在超过43个国家开展业务。它也是G.D.Searle & Company（通常简称为 “Searle”）开发的各种药品的分销商标。希尔勒公司最著名的产品是开发了第一颗女性避孕药和人工甜味剂NutraSweet。希尔勒还开发了止泻药Lomotil。唐纳德·拉姆斯菲尔德是希尔勒的著名校友，曾在2000年代担任乔治·沃克·布什的国防部长。在1985年希尔勒公司与孟山都合并之前，希尔勒公司主要专注于生命科学领域，特别是制药、农业和动物保健。

## 历史
1888年，吉迪恩·丹尼爾·希爾勒在奥马哈创建了希尔勒公司，1908年注册成立，1941年在斯科基设立总部。
1977年至1985年间，唐纳德·拉姆斯菲尔德担任希尔勒公司的首席执行官，后任总裁。1985年，他参与了孟山都公司对希尔勒的收购谈判。
1993 年，希尔勒研发部的一个研究小组提交了塞来昔布的专利申请，于 1998年12月31日成为第一个获得美国食品及药物管理局批准的选择性COX-2抑制剂。控制这种大片药物经常被作为辉瑞收购Pharmacia的关键原因而被提及。

## 产品
希尔勒公司生产处方药和核医学成像设备，因1960年推出首款商业口服避孕药Enovid而闻名。
1996年，美国食品和药物管理局取消了对阿斯巴甜使用的所有限制，这使得阿斯巴甜可以用于加热和烘焙食品。G.D.希尔勒的阿斯巴甜专利于1981年延期，最终于1992年12月到期。